# أنشوفة مضغوطة
أنشوفة مضغوطة (الاسم العلمي: Anchoa compressa) (بالإنجليزية: Deep body anchovy)‏ هي نوع من الأسماك تتبع جنس الأنشوفة من الفصيلة البلمية.